# Salvatore Pappalardo (1918)
Salvatore Pappalardo (Villafranca Sicula, 23 september 1918 - Palermo, 10 december 2006) was een Italiaans geestelijke en kardinaal van de Rooms-Katholieke Kerk.
Hij werd op 12 april 1941 priester gewijd en promoveerde vervolgens in het canoniek recht aan de Pauselijke Lateraanse Universiteit. Hij trad in dienst van de Romeinse Curie en vervulde verschillende functies bij het Staatssecretariaat van de Heilige Stoel.
In 1965 benoemde Paus Paulus VI hem tot titulair aartsbisschop van Milete en tot apostolisch pro-nuntius voor Indonesië. In 1969 werd hij president van de Pauselijke Ecclesiastische Academie, de diplomatenopleiding van de Heilige Stoel. In 1970 volgde zijn benoeming tot aartsbisschop van Palermo, hetgeen hij tot zijn emeritaat in 1996 zou blijven. Tijdens het consistorie van 5 maart 1973 werd hij verheven tot kardinaal. De Santa Maria Odigitria dei Siciliani werd zijn titelkerk.
In Palermo zou Pappalardo zich ontwikkelen tot een vooraanstaand aanklager van de maffia. Hij leidde de uitvaart van de Italiaanse rechter Giovanni Falcone en haalde zich daarbij de verontwaardiging van de Joodse gemeenschap in Italië op de hals door te zeggen dat de moordenaars van Falcone behoorden tot de Synagoge van Satan. Later verontschuldigde Pappalardo zich voor deze uitdrukking. Hij werd voor zijn optreden tegen de maffia onderscheiden met de Ridderorde grootkruis in de Orde van Verdienste.
Tijdens het conclaaf van oktober 1978 hoorde hij tot de papabili. Hij was een van de gematigd progressieve kandidaten.
- Gemeinsame Normdatei: 140517766
- International Standard Name Identifier: 0000 0001 1489 2693
- Library of Congress Control Number: n83215285
- Nederlandse Thesaurus van Auteursnamen: 073271217
- Réseau des bibliothèques de Suisse occidentale: 02-A012378569
- Istituto Centrale per il Catalogo Unico: RCAV109794
- Système universitaire de documentation: 067152716
- Virtual International Authority File: 28457621
- WorldCat: E39PBJxMpc8PCChr9kHxBhcHG3